# 乾魷魚
乾魷魚，又稱為吊片、魷魚乾、土鱿，是一種香港傳統菜。通常小只的鱿鱼乾才稱为吊片，因为小只鱿鱼可以挂在竹竿上晒干。而較大的鱿鱼只能铺在竹笪上放地上晒干，故而，分量够有嚼头，是大家大族餐中常菜。

## 外部連結
- 惹味土鱿 （页面存档备份，存于）
- 粵菜吊片 鹹香Q彈 （页面存档备份，存于）
- 吊片